# Olga Knipper
Olga Leonardovna Knipper-Tchekhova (en russe : Ольга Леонардовна Книппер-Чехова), née le 9 septembre 1868 (21 septembre dans le calendrier grégorien) à Glazov et morte le 22 mars 1959 à Moscou, est une comédienne russe, mariée à Anton Tchekhov. Elle était artiste du peuple de l'URSS.
Olga Knipper faisait partie des 39 membres fondateurs du Théâtre d’art de Moscou quand il fut créé par Constantin Stanislavski en 1898. Elle incarna Arkadina dans La Mouette (1898), Gertrude dans Hamlet (1911), et fut la première à jouer Macha dans Les Trois Sœurs (1901) et Lioubiov Andreïevna dans La Cerisaie (1904). Olga Knipper était mariée à Anton Tchekhov, l'auteur de ces pièces, en 1901. Knipper-Tchekhova rejoua Lioubiov Andreïevna en 1943, quand le théâtre fêta la trois centième représentation de La Cerisaie. 
La comédienne allemande Olga Tchekhova était sa nièce et le compositeur soviétique Lev Knipper son neveu.

## Biographie
Olga Leonardovna Knipper est née de Leonard Knipper et de son épouse, Anna Ivanovna Salza, tous deux Russes allemands. Au moment de la naissance d'Olga, son père, Leonard, dirigeait une usine dans une petite ville au nord-est de la Russie, appelée Glazov. Deux ans après sa naissance, Olga et sa famille partirent pour Moscou, où ils menèrent le genre de vie de la bourgeoisie cultivée. Olga grandit entre deux frères, Constantin et Vladimir, largement choyée. Elle fit sa scolarité dans une école privée pour filles, ayant des facilités en français et en allemand bien sûr, et aussi en anglais. Elle suivait des cours de musique et de chant et continua, après une scolarité rigoureuse. Olga se révéla pleine de promesses en peinture et au piano quand par exemple elle divertissait sa famille et ses amis invités à dîner. Son père tenait à ce que sa fille reçût une éducation soignée (elle avait une culture littéraire accomplie et jouait du piano à merveille), mais selon les usages de sa classe à l'époque, ne la voyait pas embrasser une carrière professionnelle. La mère d'Olga, Anna Ivanovna, chanteuse de musique de chambre et pianiste, en se mariant avait renoncé aussi à cette éventualité.
En 1894, son père mourut soudainement, Olga et sa mère, afin de rembourser leurs dettes, commencèrent à donner des cours de musique et de chant pour joindre les deux bouts. Elles renvoyèrent quatre de leurs cinq domestiques et déménagèrent dans un appartement plus petit. Les espoirs d'Olga de devenir actrice professionnelle étaient restés intacts et elle demeura ferme dans ses intentions, sans le consentement de sa mère, renonçant même à ses relations mondaines ce qui fut pour elle un véritable sacrifice. Elle écrivit à ce sujet :  "Chaque fois dans ma vie que j'ai vraiment voulu quelque chose et ai cru en la possibilité de sa réalisation, alors j'agissais énergiquement et je réussissais toujours, sans jamais regretter mes choix"
Elle s'inscrivit à l'école dramatique du théâtre Maly mais n'y resta qu'un mois. Avec l'aide réticente de sa mère, Olga s'inscrivit à l'école philharmonique, où elle fut l'élève du futur cofondateur du Théâtre d’art de Moscou, Nemirovitch-Dantchenko. Nemirovitch présenta Olga, étudiante en même temps que Vsevolod Meyerhold, à Constantin Stanislavski.
Nemirovitch mit Knipper et Meyerhold dans la confidence de la création d'une nouvelle compagnie de théâtre. Il leur promit de les agréger à la compagnie, qui serait selon lui une réussite. Après plusieurs semaines, un capital suffisant fut réuni afin de créer la nouvelle compagnie. La compagnie fut fondée à Pouchkino et Stanislavski, en s'adressant à Olga Knipper et aux autres membres, leur dit qu'il espérait qu'ils étaient venus pour consacrer leur vie à la création d'un « théâtre rationnel, moral, et universellement accessible en Russie ».

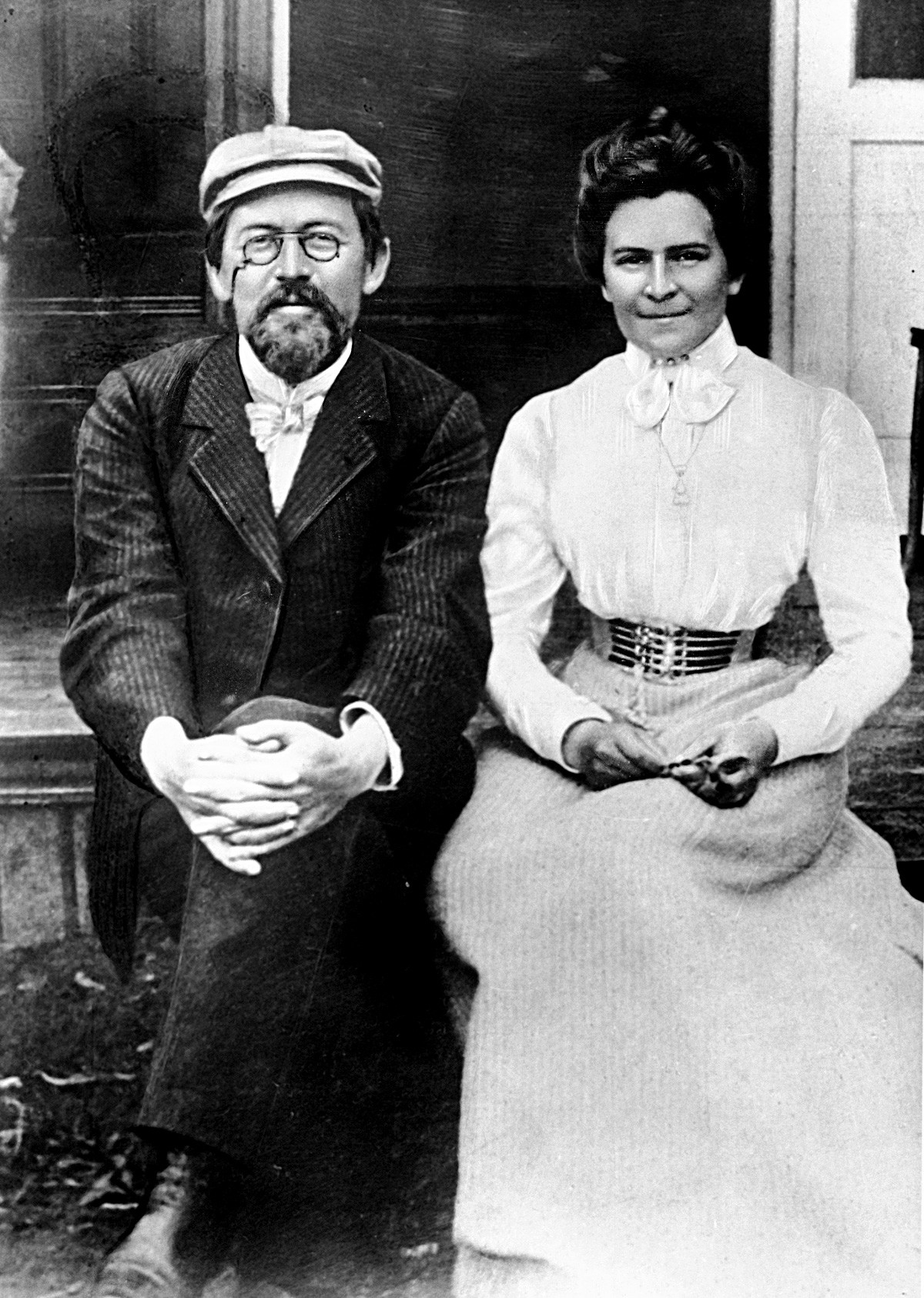
Olga Knipper et Tchékhov pendant leur voyage de noces en 1901.

Olga Knipper rencontra l'auteur de La Mouette un 9 septembre, jour d'anniversaire de ses trente ans, lors d'une représentation de cette pièce : Anton Tchekhov était alors âgé de 38 ans. Olga Knipper et Tchekhov échangèrent nombre de télégrammes et de lettres les années suivantes, Olga devenant, en même temps, une intime de la plus jeune sœur de Tchekhov, Macha. De lettres taquines ou espiègles, elles laissèrent place à des lettres d'amour et de remords de vivre l'un sans l'autre. Le véritable caractère d'Olga transparaît dans sa correspondance : capricieuse, au caractère souvent volatil, elle fait preuve d'esprit. Pendant l'hiver 1900, Tchekhov retourna de Yalta à Moscou, avec une nouvelle pièce écrite en mémoire d'une 'chère actrice'. « Quel rôle ai-je pour vous dans "les Trois Sœurs" ? Donnez-moi dix roubles et vous l'aurez, sinon je la donnerai à une autre comédienne » écrit-il à Olga.
De nombreux points communs existent entre Olga et le personnage de Macha dans Les Trois Sœurs de Tchekhov. Knipper jouait la cadette de la fratrie, la seule à être mariée des quatre, "la plus originale et talentueuse des trois sœurs. C'est le portrait d'une jeune femme cultivée et raffinée, parlant français, allemand et anglais, prodigieuse pianiste". Cela ne posait pas de problème à Olga Knipper qui possédait déjà ces talents. Olga fut louée par la critique et reçut de nombreux éloges pour son interprétation de Macha, ce qui amusait énormément Tchekhov. Elle joua aussi Éléna à partir de 1899 dans Oncle Vania.
Anton Tchekhov et Olga Knipper se marièrent le 25 mai 1901 à l'église de l'exaltation de la Croix. Ce fut un mariage secret, seules quelques personnes furent invitées dont la mère, la sœur de Tchekhov et la mère d'Olga Knipper. Beaucoup de personnes proches, d'amis et de membres des familles furent blessés de ne pas avoir été invités. Anton Tchekhov était déjà souffrant et leur mariage ne dura que trois ans : il mourut de la tuberculose en 1904.
Le soir du coup d'État bolchévique, le théâtre d'Art de Moscou donnait La Cerisaie. En mai 1919, Olga Knipper pour fuir la famine était en tournée avec sa troupe à Kharkov, puis elle joua en Crimée, tenue par l'armée de Denikine, pour enfin fuir en Géorgie les bolcheviks. Elle se replia à Tiflis (la future Tbilissi ne sera prise par l'Armée rouge que plus tard), puis en tournée en Bulgarie et en Yougoslavie jusqu'au printemps 1922, lorsqu'elle rentra à Moscou en passant par l'Allemagne et la Scandinavie.
Peu de temps après être arrivée, la troupe du théâtre d'Art repart, cette fois-ci officiellement, en tournée à Paris, qu'elle prise particulièrement, et ensuite aux États-Unis, qu'elle ne parvient pas à comprendre. Elle passe par Berlin à son retour, où elle rend visite à sa nièce Olga qui débutait dans le cinéma muet allemand.
Olga Leonardovna Knipper-Tchekhova continua sa carrière professionnelle, remplie de succès, au théâtre d'art de Moscou jusqu'à la fin de ses jours. Elle mourut le 22 mars 1959 à Moscou. Elle était Artiste du peuple de l'URSS.